# 生命38億年スペシャル 人間とは何だ
『生命38億年スペシャル 人間とは何だ!?』（せいめい38おくねんスペシャル にんげんとはなんだ）は、TBSテレビで1997年から放送されている特別番組。第5回までは2年おきに、各回21:00 - 23:48の約3時間にわたって放送された。その後、続編が不定期で放送されている。

## 概要
1994年に構想、1997年に開始された人間の生命をテーマにした科学番組。第1回は生命の誕生から子孫を残すに至るまでを、2回目から4回目は人間の脳の仕組みをテーマにした。第4回まで古舘伊知郎・養老孟司コンビで放送してきたが、2006年の第5回は古舘にかわりTOKIOを起用した。
2011年に「TBS開局60周年記念番組」として、タイトルを『人間とは何か!?』に変更し、このシリーズを継承しつつ内容をリニューアルした番組が放送された。
2013年には『人間とは何だ…!?』にふたたび改題。2014年には、TBSの特別番組プロジェクト『テレビ未来遺産』の番組として放送された。

## テーマ（第1シリーズ）
- 第1回 1997年11月29日 - 危機のメカニズムー愛を探す感動の旅
- 第2回 1999年11月27日 - 愛と脳をめぐる感動の旅
- 第3回 2001年11月17日 - 奇跡の脳…自己を探す感動の旅
- 第4回 2003年11月29日 - 脳の奇跡…失われた愛を探す感動の旅
- 第5回 2006年2月25日 - 日本人の心

## 続編
- 2011年6月4日（20:00 - 23:18）には、書籍『EARTH CODE 46億年のプロローグ』（GENERATION TIMES著、2010年、ダイヤモンド社、ISBN 978-4478012697）を元に、動物のドキュメントや生物の歴史を軸にした『“人間とは何か!?” わたしと地球の38億年物語 ～アース・コード～』が放送された。
- 2013年2月11日（21:00 - 22:54）には、遺伝子をテーマにした『生命38億年スペシャル 最新遺伝子ミステリー “人間とは何だ…!?”』が放送された。なお、この回は、優れた科学番組を表彰する「科学放送高柳健次郎奨励賞」を受賞した[1][2]。
- 2014年2月12日（19:00 - 22:54）には、脳科学をテーマにした『生命38億年スペシャル 最新脳科学ミステリー “人間とは何だ…!?”』が放送された。
- 2015年2月11日（19:00 - 22:52[3]）には、前回同様脳科学をテーマにした『生命38億年スペシャル 最新脳科学ミステリー “人間とは何だ…!?”』が放送された。
  - 2016年3月13日（13:00 - 15:54）にはBS-TBSにて、2014・15年に放送された内容の一部を再編集した『生命38億年スペシャル“人間とは何だ…!?”特別編』を放送した。
- 2016年3月21日（19:00 - 23:09）には「人はなぜモメるのか?」をテーマにした『生命38億年スペシャル“人間とは何だ…!?”』をTBSテレビ60周年特別企画として放送された[4] 。
- 2017年8月14日（20:00 - 22:54）には長寿をテーマにした[5] 。

## 出演者

### 第1シリーズ
- 養老孟司（解説監修）
- 古舘伊知郎（第4回までの司会）
- TOKIO（城島茂、山口達也、国分太一、松岡昌宏、長瀬智也）（第5回、司会）
- 長峰由紀、森本毅郎（語り）
- 豊田綾乃（第5回、アシスタント）
- 坂井真紀、星野真里（第3回）（リポーター）

### 2011年「アース・コード」
- 安住紳一郎（司会）
- 真矢みき（司会・リポーター）
- 照英、向井理（リポーター）
- 國村隼、林原めぐみ（ナレーター）
- 千石正一（解説監修）

### 2013年「最新遺伝子ミステリー」
- 安住紳一郎（司会・リポーター）
- 松たか子（司会）
- 杉本哲太、佐藤賢治、堀井美香（ナレーター）
- 榊佳之（解説監修）

### 2014年「最新脳科学ミステリー」
- 安住紳一郎（司会・リポーター）
- 松たか子（司会）
- 小泉周、柿木隆介（解説）
- 平野義和、木村匡也、秀島史香、長峰由紀（ナレーター）
- 御子柴克彦（解説監修）

### 2017年
- 安住紳一郎（司会・リポーター）
- 松たか子（司会）
- 古田新太、岡田将生、芦田愛菜、山里亮太（スタジオゲスト）
- 田中直樹、久保田智子（リポーター）
- 滝藤賢一、林原めぐみ、服部伴蔵門（ナレーター）

## スタッフ
2017年8月14日放送分
- 監修：坪田一男（慶応義塾大学医学部）、松田哲也（玉川大学脳科学研究所）
- 構成：佐藤雄介、今村クニト／野尻靖之
- 協力：篠田謙一（国立科学研究所）、田平武（順天堂大学大学院）、田中雅嗣（東京都健康長寿医療センター）、西沢邦浩（日経BP社）、姜效炎（慶応技術大学医学部）／熱帯森林保護団体、南研子、下郷さとみ
- 映像協力：クリエイト21、INA、Spatz FGIA inc.、ゲッティ、アフロ
- 技術協力：東通、インフ、BuLL BuLL、Zeta、ヌーベルアージュ
- ロケ
  - 取材カメラ：中島純、松永拓也、永井涼／高田裕次、藤田岳夫
  - VE：渋澤良浩、佐藤修／室明文
- スタジオ
  - TM：山下直
  - TD：山田賢司
  - VE：宮本民雄
  - カメラ：中島文章
  - 音声：清宮拓
  - 照明：加藤由美子
- 編集：森岡早苗、岩崎直樹
- MA：元木綾美
- 音響効果：高橋秀治、江本成治
- TK：飛田亜也
- 美術プロデューサー：中西忠司
- 美術デザイナー：宇野宏美
- 美術制作：清水久
- 装置：岡野浩典
- 操作：篠原丈裕
- 電飾：阿部達矢
- アクリル装飾：渡邊卓也
- 装飾：川原栄一
- 植木装飾：菊池起矢
- 持道具：佐藤秀治
- 衣装：岩崎孝典
- 化粧：田中智子
- CG：岩屋朝仁、八木真一郎、前田紀子、渡部佳宣
- メディカルコーディネーター：久保田絵里、松隈信一郎（いずれもメディアプロデュース）
- 海外AP：伊藤みやび
- 海外ロケコーディネーター：大塚エリーザ、桑原真理子、沈或、本山竜二、コラボレーション・アメリカ
- 番宣：田中瑞穂
- 編成：上田淳也
- デスク：大木奈穂子
- AD：村上和光、伊東孝晃、井上龍太郎、矢本絵理
- AP：仁尾俊介、前田泰一郎、岡本摩由璃／長谷川三芳
- FD：宮島将志、武本修、黒江達也
- ディレクター：川島成友、衣笠敦、坂本篤、北島清次、竹内克典、岡山一尋、東出惇弥／山口博之、三好真依子
- 協力プロデューサー：山谷菜穂子、たぐちゆたか
- マネージメントプロデューサー：吉橋隆雄
- 制作協力：Octagon、オフィス論
- 総合演出：井手康行
- プロデューサー：樋江井彰敏、小嶋修一
- チーフプロデューサー：戸田郁夫
- 製作・著作：TBS